# Aeroporto di Trapani-Birgi Vincenzo Florio
De luchthaven Trapani-Birgi (Italiaans: Aeroporto di Trapani-Birgi Vincenzo Florio) (IATA: TPS, ICAO: LICT) ligt aan de uiterste westkust van het eiland Sicilië, in de buurt van de plaats Birgi, (gemeente Marsala). Ze ligt ongeveer 13 km ten zuiden van Trapani en halverwege tussen Trapani en Marsala. De naam van de luchthaven komt van Vincenzo Florio (een Siciliaans ondernemer in de wijnindustrie, tonijnvangst en scheepsreder), maar ze wordt doorgaans aangeduid als Trapani-Birgi of kortweg Trapani.
Het is een van de Siciliaanse luchthavens samen met Palermo, Comiso en Catania. Trapani wordt vooral aangedaan door prijsvechters zoals Ryanair. De meeste vluchten gaan naar andere Italiaanse luchthavens, zoals Milaan en Bologna.
Het is een militair vliegveld dat ook gebruikt wordt voor de burgerluchtvaart. Het militaire deel ligt ten noorden van de enige start- en landingsbaan, die een lengte heeft van 2698 m en een breedte van 45 m. Het luchthavengebouw voor de civiele diensten ligt aan de zuidkant. In de loop van 2008 is er een nieuw luchthavengebouw in dienst genomen.

## Verkeer en vervoer
Vanaf de luchthaven wordt een reguliere busverbinding met Paceco en Trapani onderhouden door Azienda Siciliana Transporti (AST). Daarnaast bieden andere busmaatschappijen (Terravision) verbindingen aan, waaronder een directe verbinding met Palermo.